# Iron County, Michigan
Iron County är ett administrativt område i delstaten Michigan, USA. År 2010 hade countyt 11 817 invånare. Den administrativa huvudorten (county seat) är Crystal Falls. 

## Geografi
Enligt United States Census Bureau har countyt en total area på 3 137 km². 3 021 km² av den arean är land och 116 km² är vatten.   

### Angränsande countyn
- Houghton County - nord
- Baraga County - nord
- Marquette County - nordost
- Ontonagon County - nordväst
- Dickinson County - öst
- Gogebic County - väst
- Florence County, Wisconsin - sydost
- Forest County, Wisconsin - syd
- Vilas County, Wisconsin - sydväst

### Städer och samhällen
- Alpha
- Caspian
- Crystal Falls (huvudort)
- Gaastra
- Iron River